# 尾山力
尾山 力（おやま つとむ、1923年6月9日 - 2008年1月9日）は、日本の医学者・麻酔学者。弘前大学名誉教授。

## 生涯
北海道釧路市出身。北海道帝国大学医学専門学校卒、1956年北海道大学医学博士。ハーヴァード大学で麻酔学を学ぶ。北海道大学医学部講師、1965年弘前大学医学部助教授、1971年教授、1991年定年退官、名誉教授、ツムラ薬理研究所。日本麻酔学会会長、国際ペイン・クリニック学会会長。
2000年、勲三等旭日中綬章を受章。2008年1月9日、心不全のため死去。

## 著書
- 『回復室勤務の実際』医学書院 ナーセス・ライブラリー 1960
- 『酸素療法の実際 各種蘇生法の解説』永井書店 1960
- 『手術直後の患者の処置 回復室の実際』克誠堂出版 麻酔選書 1960
- 『内分泌腺外科の麻酔』克誠堂出版 麻酔選書 1964
- 『麻酔介助と看護の実際』医学書院 1965
- 『臨床麻酔の実際』南江堂 1969
- 『痛みとのたたかい 現代医学の到達点』岩波新書 1990
- 『痛みをとる薬 西洋薬・漢方薬による鎮痛療法のすべて』保健同人社 1999

### 共編著
- 『麻酔・手術と内分泌』松木明知共著 金原出版 新臨床医学文庫 1974
- 『麻酔介助と看護の実際 第2版』松木明知共著 医学書院 1975
- 『ショックハンドブック』恩地裕共編 南江堂 1979
- 『臨床麻酔科学』編著 南江堂 1980
- 『手術直後の患者の処置』編著 克誠堂出版 1981
- 『麻酔看護の基本と実際』松木明知共著 医学書院 1984
- 『麻酔・集中治療とコンピュータ』池田和之共編 克誠堂出版 1984
- 『内分泌外科の麻酔と術前・術後管理』松木明知共編著 克誠堂出版 1986

### 翻訳
- D.G.カトロン『臨床麻酔指針』松木明知共訳 南江堂 1975

## 論文
- <尾山力